# Mathilde Wildauer

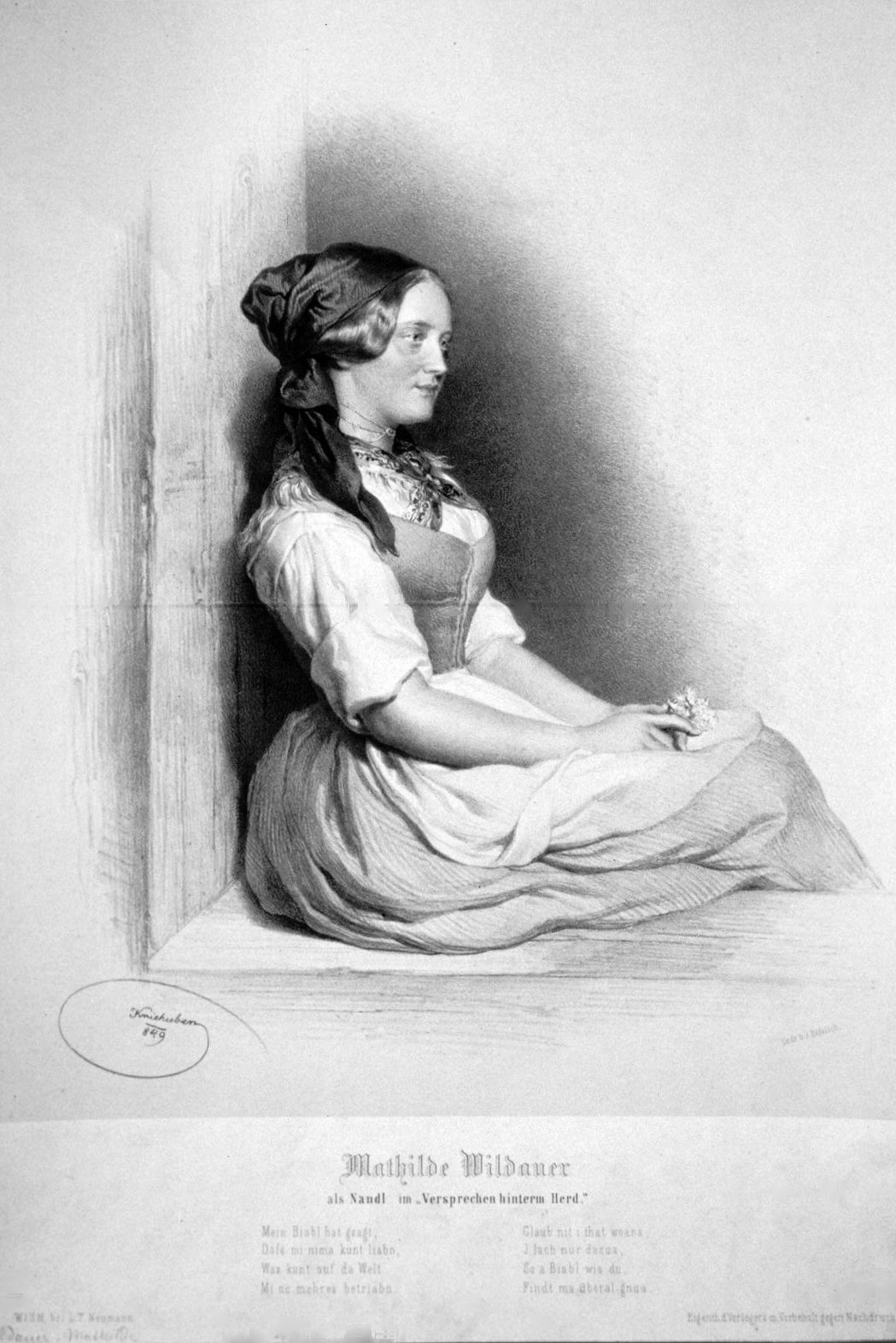
Mathilde Wildauer als Nanderl, Lithographie von Joseph Kriehuber, 1849

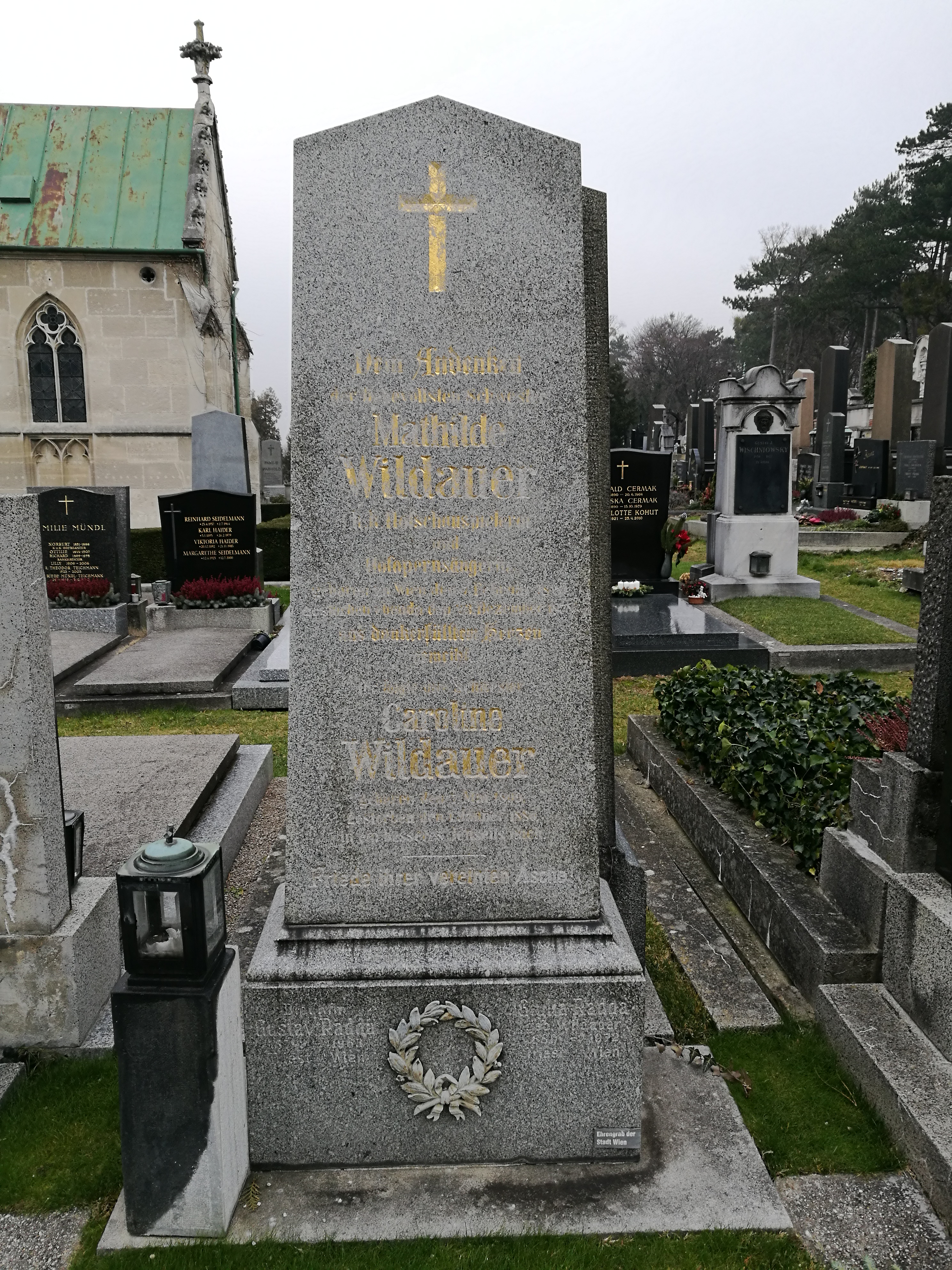
Grabstätte von Mathilde Wildauer

Mathilde Wildauer (* 7. Februar 1820 in Wien; † 23. Dezember 1878 ebenda) war eine österreichische Schauspielerin und Opernsängerin (Sopran).

## Leben
Wildauer legte am Burgtheater am 14. März 1834 mehrere Talentproben ab und wurde engagiert. Sie wurde in ihrer Rolle als naive Liebhaberin, Salondame und Soubrette durch ihre köstliche Laune und ihr komisches Talent zum Liebling des Publikums.
Der österreichische Dialektdichter Alexander Baumann schrieb für sie das „Nanderl“ im Versprechen hinterm Herd, das ihre berühmteste Rolle wurde und dem Dichter seine Popularität verschaffte. Seit 1850 gehörte sie nicht nur dem Burg-, sondern zugleich dem Hofoperntheater an. Sie eignete sich in kurzer Zeit eine brillante Technik an und erzielte mit ihrem wohllautenden Sopran die schönsten Erfolge, sodass sie dem Schauspiel endlich ganz entsagte.
Mit 45 Jahren trat sie von der Bühne ab und ging in Ruhestand und starb im Alter von 58 Jahren am 23. Dezember 1878 in Wien.
Ihr ehrenhalber gewidmetes Grab  befindet sich auf dem Hietzinger Friedhof (Gruppe 11, Nummer 9) in Wien. 1930 wurde die Wildauergasse in Wien-Meidling nach ihr benannt.